# Ait Yadine
Ait Yadine  (in arabo أيت يدين‎?) è un centro abitato e comune rurale del Marocco situato nella provincia di Khémisset, regione di Rabat-Salé-Kénitra. Conta una popolazione di 20 502 abitanti (censimento 2014).